# Castron
Castronul, numit și supieră, mai rar și caserolă, reprezintă un vas de bucătărie cu fund adânc în care se servesc de obicei mâncărurile care sunt compuse atât din ingrediente lichide cât și solide, precum ciorbele și supele. Este o alternativă la farfurie.

## Etimologie
Castronul pare să vină din franțuzescul casserole deși nu se știe cum s-a ajuns de la caserolă la forma actuală, castron. Alte cuvinte corespondente mai sunt kastrol în limba poloneză, kastrjolja în limba rusă, castrola în limba sârbă.
Sau din Engleza de la “Cast Iron” care inseamna fonta si care este folosit in engleza cu forma asta cu referire la vasele din fonta! 